# جون بولت
جون بولت (بالإنجليزية: John Bolt)‏ هو مجدف أسترالي، ولد في 22 مايو 1956.

## وصلات خارجية
- جون بولت على موقع الاتحاد الدولي للتجديف (الإنجليزية)
- جون بولت على موقع أوليمبيديا (الإنجليزية)